# 레드강 (미국 북부)

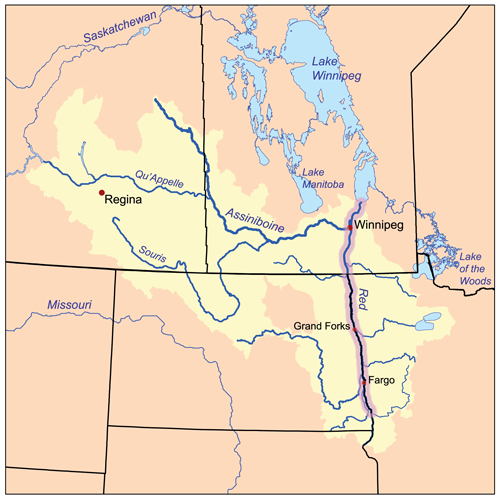

레드강(영어: Red River}, 프랑스어: rivière Rouge) 또는 북부의 레드강(Red River of the North)은 미국 중북부의 미네소타주, 노스다코타주와 캐나다 중부의 매니토바주에 걸친 강이다. 노스다코타주의 와피턴(Wahpeton)과 미네소타주의 브레큰릿지(Breckenridge)의 경계 부근에서 부아드수(Bois de Sioux)강과 오터테일(Otter Tail)강이 합류하는 데서 발원하여 두 주의 경계를 따라 북쪽으로 흐르다가 매니토바주 에머슨(Emerson)에서 미국-캐나다 국경을 지나며, 어시니보인강(Assiniboine River)과의 합류점에서 매니토바의 주도인 위니펙 시를 지나 더 북쪽으로 흐르다가 위니펙호로 들어간다.
길이는 약 885km이며 그 중 635km가 미국 측, 255km가 캐나다 측에 있다. 강의 양측에 여러 도시들이 발달하였으며 미국의 파고-무어헤드, 그랜드포크스-이스트그랜드포크스나 캐나다의 위니펙 등이 있다. 미국 남부에 위치한 동명의 강과 구분하기 위해 "북부의 레드강"(Red River of the North)이라고 칭하기도 한다.